# Helios Airways
Helios Airways war eine zypriotische Billigfluggesellschaft.

## Geschichte
Helios Airways wurde als erste private Fluggesellschaft der Republik Zypern 1999 gegründet. Das Unternehmen wurde von Georgios Mouskos geleitet, Vizepräsident war Kyriakos Christofidis.

### Ziele
Seit 2001 bediente die Gesellschaft nicht nur den Charter-, sondern auch den Linienflugverkehr. So wurden von Paphos und Larnaka aus die Ziele Aberdeen, Amsterdam, Basel, Belfast, Billund, Birmingham, Bristol, Budapest, Dublin, Edinburgh, Frankfurt, Glasgow, Kopenhagen, Liverpool, London (Luton, Gatwick), Madrid, Mailand, Manchester, Newcastle, Palma, Prag, Sofia, Warschau und Zürich angeflogen. Die Auslastung der Maschinen lag bei etwa 75 %.

### Das Aus
Im März 2006 bestätigte der Reiseveranstalter Libra Holidays, seit 2004 Besitzer der Helios Airways, dass man schon im Januar eine neue Airline namens Ajet gegründet habe, die die Flugoperationen der Helios Airways übernehmen werde. Künftig würden nur noch Charterdienste angeboten. Helios würde nur noch bis zum Abschluss der Unfalluntersuchungen (siehe unten) in der Libra-Gruppe existieren, aber keine Flugdienste mehr anbieten. 
Im Oktober 2006 teilte auch die Nachfolgegesellschaft AJet mit, man werde den Flugbetrieb bis Ende des Jahres 2006 komplett einstellen.

## Flotte
Die Helios Airways-Flotte bestand im August 2005 aus folgenden Typen:
- 1 Boeing 737-300, ein Flugzeug langfristig geleast von dba
- 2 Boeing 737-800

## Zwischenfälle
- Eine Boeing 737-300 der Fluggesellschaft stürzte am 14. August 2005 in der Nähe von Athen ab.